# Камилла Клодель (фильм)
«Ками́лла Клоде́ль» (фр. Camille Claudel) — художественный фильм Брюно Нюиттена, биография скульптора Камиллы Клодель. Экранизация произведения Рейн-Мари Пари, лауреат пяти премий «Сезар».

## Сюжет
Решённая в жанре романтической трагедии биография скульптора Камиллы Клодель, которая одержима творчеством и страдает от сложных личных взаимоотношений со скульптором Огюстом Роденом.

## В ролях
- Изабель Аджани — Камилла Клодель
- Жерар Депардьё — Огюст Роден
- Лоран Гревиль — Поль Клодель
- Ален Кюни — Луи-Проспер Клодель
- Мадлен Робинсон — Луиза-Атанис Клодель
- Даниэль Лебрюн

## Награды и номинации
- 1989 — две номинации на премию «Оскар» в номинациях «Лучшая актриса» и «Лучший фильм на иностранном языке».
- 1989 — 5 премий «Сезар», в том числе за лучший фильм года и лучшую женскую роль. Был номинирован в 14 категориях, что является абсолютным рекордом для одного фильма в более чем 30-летней истории этой премии.
- 1989 — премия «Серебряный медведь» за лучшую женскую роль Берлинского кинофестиваля.

Идея снять фильм о жизни скульптора принадлежит Изабель Аджани, которая выступила так же в роли продюсера. Существует несколько биографий Камиллы Клодель, в основу сценария положена биография, написанная её внучатой племянницей Рейн-Мари Парис, внучкой Поля Клоделя. Актёр Ален Кюни, играющий роль отца Поля и Камиллы Клодель, много раз исполнял произведения Поля Клоделя на сцене.